# Мелані Коста
Мелані Коста (24 квітня 1989) — іспанська плавчиня.
Учасниця Олімпійських Ігор 2008, 2012, 2016 років.
Чемпіонка світу з плавання на короткій воді 2012 року.
Призерка Чемпіонату Європи з водних видів спорту 2016 року.
Призерка Чемпіонату Європи з плавання на короткій воді 2010, 2011 років.